# Drapeau de l'Allemagne
Le drapeau de l'Allemagne est le drapeau civil, le drapeau d'État et le pavillon marchand de la république fédérale d'Allemagne. C'est un drapeau tricolore composé de trois bandes horizontales égales aux couleurs nationales de l'Allemagne : noir, rouge et or.
Le drapeau tricolore apparaît au début du XIXe siècle et acquiert un rôle prépondérant au cours des révolutions de 1848. Le noir, le rouge et l'or correspondaient aux couleurs adoptées par le Burschenschaft, camaraderie estudiantine créée le 12 juillet 1815 à l'université d'Iéna et qui milita tout au long du XIXe siècle pour l'unification d'une Allemagne encore éclatée. L'éphémère Parlement de Francfort (1848-1850) le propose comme drapeau d'un État allemand uni et démocratique. Avec la naissance de la république de Weimar, après la Première Guerre mondiale, il est adopté comme drapeau national de l'Allemagne. À la suite de la Seconde Guerre mondiale, il devient le drapeau des deux Allemagnes. Ce n'est qu'en 1959 que des symboles socialistes sont ajoutés au drapeau de l'Allemagne de l'Est, afin de le différencier de celui de l'Allemagne de l'Ouest. Le tricolore noir-rouge-or est resté le drapeau de l'Allemagne après la réunification du pays, le 3 octobre 1990.
Le drapeau allemand n'a pas toujours utilisé les couleurs noir, rouge et or. Après la guerre austro-prussienne de 1866, la confédération de l'Allemagne du Nord, dominée par la Prusse, adopte un drapeau tricolore noir-blanc-rouge, qui devient le drapeau de l'Empire allemand après l'achèvement de l'unité allemande en 1871. Ce drapeau reste en usage jusqu'en 1918. Les couleurs noir-blanc-rouge sont réintroduites avec la fondation du Troisième Reich en 1933.
Les couleurs noir-rouge-or et noir-blanc-rouge ont joué un rôle important dans l'histoire de l'Allemagne, et possèdent plusieurs significations. Les couleurs du drapeau actuel sont associées à la démocratie républicaine née après la Seconde Guerre mondiale, et représentent l'unité allemande et la liberté – pas seulement la liberté de l'Allemagne, mais aussi la liberté personnelle du peuple allemand.

## Variantes du drapeau

### Enseigne civile
Le drapeau national allemand ou Bundesflagge (drapeau fédéral), qui n'inclut que les trois bandes noir-rouge-or, est introduit par la constitution de l'Allemagne (de l'Ouest) en 1949. Après la création ultérieure de drapeaux gouvernementaux et militaires distincts, le tricolore simple sert à présent de drapeau civil et d'enseigne civile. Il est également employé par des autorités non fédérales, pour montrer leur lien avec le gouvernement fédéral : par exemple, les autorités des Länder utilisent le drapeau national avec leur propre drapeau.

### Drapeau gouvernemental
Le drapeau gouvernemental allemand est officiellement appelé Dienstflagge der Bundesbehörden (drapeau d'État des autorités fédérales) ou Bundesdienstflagge. Introduit en 1950, ce drapeau est identique au drapeau civil, mais il porte en plus sur la bande rouge un badge, le Bundesschild (badge ou écu fédéral), qui dépasse sur un cinquième de la hauteur des bandes noires et or. Le Bundesschild est une variante des armoiries de l'Allemagne, les principales différences étant l'apparence de l'aigle et la forme de l'écu (le Bundesschild est arrondi, pas les armoiries standard). Le drapeau gouvernemental ne peut être utilisé que par les autorités fédérales, et son usage par autrui est un délit passible d'une amende. L'usage en public de drapeaux semblables au Bundesdienstflagge (utilisant les véritables armoiries au lieu du Bundesschild, par exemple) est cependant rare et toléré ; de tels drapeaux apparaissent parfois lors d'événements sportifs internationaux.

### Drapeaux verticaux
|                           |  |                                    |
| Drapeau civil (vertical). |  | Drapeau gouvernemental (vertical). |

En plus du format horizontal normal, de nombreux bâtiments publics allemands utilisent des drapeaux verticaux. La plupart des hôtels de ville font ainsi flotter le drapeau de leur ville à côté du drapeau national – de nombreuses villes allemandes n'ont qu'un drapeau vertical. Les proportions de ces drapeaux verticaux ne sont pas spécifiées. En 1996, un dessin est établi pour la version verticale du drapeau gouvernemental : le Bundesschild apparaît au centre du drapeau, s'étendant sur les bandes noire et or jusqu'à hauteur d'un cinquième de leur largeur. Lorsqu'il est suspendu comme une bannière, la bande noire du drapeau doit se trouver sur la gauche. Lorsqu'il est suspendu à un mât vertical, la bande noire doit se trouver le long du mât.

### Drapeaux militaires
Les forces armées allemandes (Bundeswehr) sont une autorité fédérale, et le Bundesdienstflagge sert donc également de drapeau de guerre aux armées terrestres allemandes. Le Dienstflagge der Seestreitkräfte der Bundeswehr (drapeau de la Marine allemande) est introduit en 1956 : il s'agit du drapeau gouvernemental se terminant en ailes d'hirondelle. Ce drapeau sert également de pavillon de beaupré.

### Autres drapeaux

Étendard du président fédéral

Le président fédéral dispose d'un étendard propre, figurant l'aigle noir sur un fond jaune, entouré d'une bordure rouge. L'étendard du président fédéral est hissé au siège officiel où réside le président fédéral, dont le Bellevue Schloss à Berlin en est la principale, et sur les véhicules lors de déplacements du président.

## Conception

Spécifications pour le drapeau de l'Allemagne.

L'article 22 de la Loi fondamentale de la République fédérale d'Allemagne déclare que « Le drapeau fédéral sera noir, rouge et or ». Suivant les spécifications édictées par le gouvernement (ouest-)allemand en 1950, le drapeau se compose de trois bandes de même largeur, avec un rapport largeur/longueur de 3:5, alors que le tricolore utilisé à l'époque de la république de Weimar avait un rapport de 2:3.
Les couleurs exactes du drapeau n'ont pas été définies officiellement au moment de l'adoption du drapeau, et elles ont changé depuis. Le gouvernement fédéral a introduit une charte graphique pour le gouvernement allemand le 2 juin 1999 ; elle inclut actuellement les couleurs suivantes :
| Couleur | ● Noir                                   | ● Rouge                                             | ● Or                                     |
| ------- | ---------------------------------------- | --------------------------------------------------- | ---------------------------------------- |
| HTML    | #000000                                  | #FF0000                                             | #FFCC00                                  |
| RVB     | 0, 0, 0                                  | 255,0,0                                             | 255,204,0                                |
| Pantone | Black                                    | 485                                                 | 7405 *                                   |
| CMJN    | 0.0.0.100                                | 0.100.100.0                                         | 0.12.100.5                               |
| RAL     | 9005 Tiefschwarz (jet black, noir foncé) | 3020 Verkehrsrot (traffic red, rouge signalisation) | 1021 Rapsgelb (rape yellow, jaune colza) |
| HKS     | 0, 0, 0                                  | 5.0PB 3.0/12                                        | 6.0R 4.5/14                              |

* Cette valeur est une alternative à la combinaison plus complexe Yellow (765 g), Red 032 (26 g), Black (11 g), Transp. White (198 g).

### Or ou jaune?

Une version du drapeau allemand où la bande or est d'une couleur métallique. Cette version était parfois utilisée avant l'introduction de la charte graphique fédérale, en 1999.

La vexillologie fait rarement la distinction entre l'or et le jaune ; en héraldique, les deux correspondent à l'or. Pour le drapeau allemand, cette distinction existe : c'est l'or qui est utilisé et pas le jaune.
Au moment de son adoption par la république de Weimar, le drapeau noir-rouge-or est attaqué par les conservateurs, les monarchistes et l'extrême-droite, qui lui donnent des surnoms dédaigneux tels que Schwarz-Rot-Gelb (noir-rouge-jaune), Schwarz-Rot-Senf (noir-rouge-moutarde) ou même Schwarz-Rot-Scheiße (noir-rouge-merde). En 1933, les nazis rétablissent les couleurs impériales d'avant 1918 (noir-blanc-rouge) et leur propagande continue à discréditer le Schwarz-Rot-Gold, employant les mêmes expressions que les monarchistes avant eux.
Le 16 novembre 1959, la Cour fédérale (Bundesgerichtshof) déclare que l'usage de « noir-rouge-jaune » et autres avait « atteint un degré d'injure malveillante à l'égard des symboles démocratiques de l'État durant les années de l'agitation nazie » et qu'il s'agit dorénavant d'un délit. Comme le résume l'héraldiste Arnold Rabbow en 1968, « les couleurs allemandes sont noir-rouge-jaune, mais sont appelées noir-rouge-or ».

## Usage

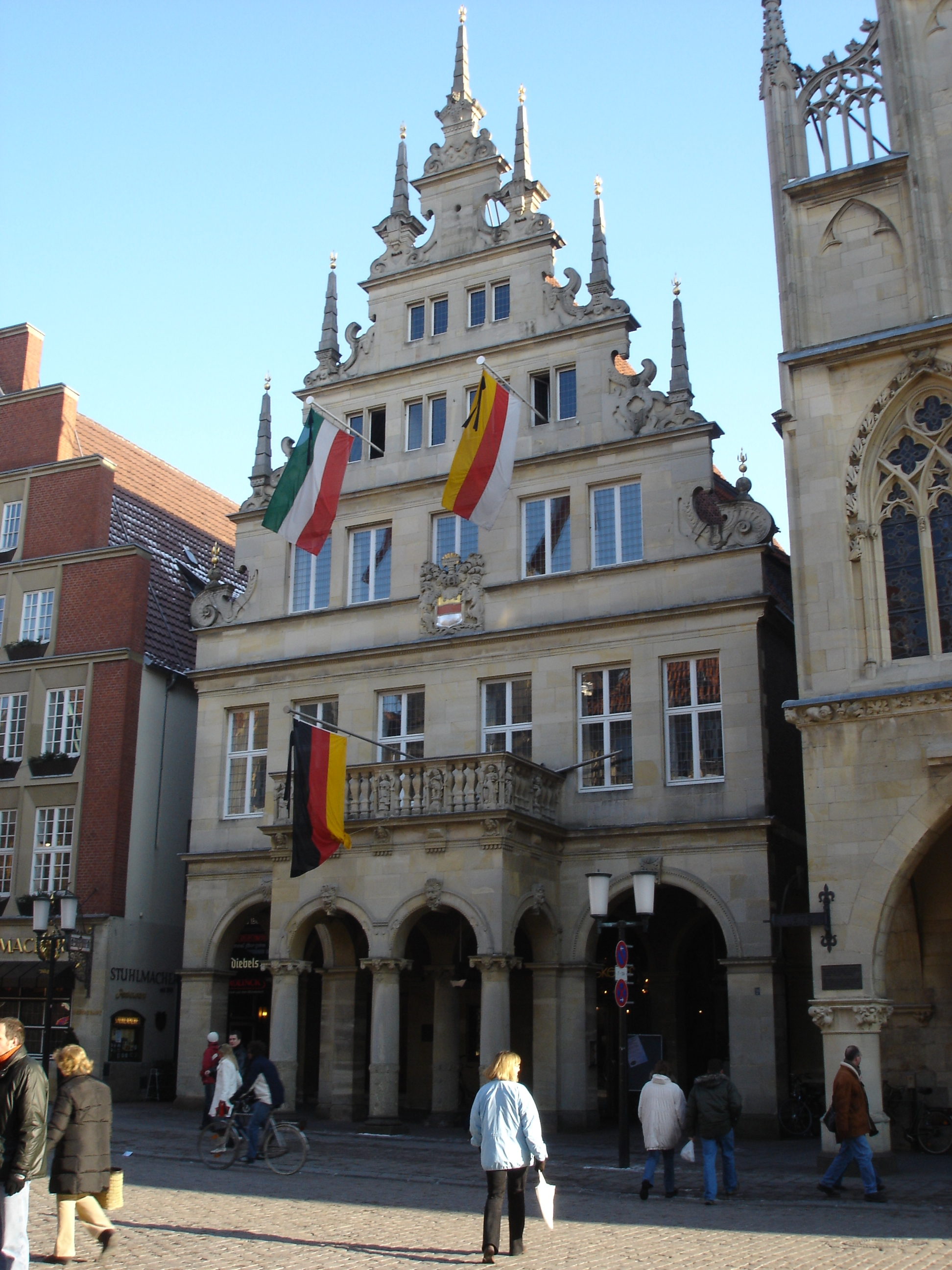
Le Stadtweinhaus de Münster, avec les drapeaux en berne (notez les rubans noirs attachés au sommet de chaque mât) après la mort de l'ancien président allemand Johannes Rau en 2006.

D'après un décret fédéral du 22 mars 2005, le drapeau doit flotter au-dessus des bâtiments publics lors des occasions suivantes (ce ne sont pas toutes des jours fériés).
| Date                                        | Nom | Raison |
| ------------------------------------------- | --- | --- |
| 27 janvier                                  | Jour de commémoration des victimes du national-socialisme Tag des Gedenkens an die Opfer des Nationalsozialismus | Anniversaire de la libération du camp de concentration d'Auschwitz, commémoré par les Nations unies en tant que Journée internationale dédiée à la mémoire des victimes de l’Holocauste (à mi-hauteur du mât) |
| 1er mai                                     | Fête du Travail Tag der Arbeit                                                                                   | Établi par les syndicats allemands pour la promotion du bien-être des travailleurs. |
| 9 mai                                       | Journée de l'Europe Europatag                                                                                    | Anniversaire de la Déclaration Schuman (1950) |
| 23 mai                                      | Journée de la Constitution                                                                                       | Anniversaire de la Loi fondamentale de la République fédérale d'Allemagne (1949) |
| 17 juin                                     | Jahrestag des 17. Juni 1953                                                                                      | Anniversaire des émeutes de 1953 en Allemagne de l'Est |
| 20 juillet                                  | Jahrestag des 20. Juli 1944                                                                                      | Anniversaire du Complot du 20 juillet, tentative d'assassinat d'Adolf Hitler (1944) |
| 3 octobre                                   | Jour de l'Unité allemande Tag der Deutschen Einheit                                                              | Anniversaire de la réunification allemande (1990) |
| Deux dimanches avant le dimanche de l'Avent | Journée de lamentation nationale Volkstrauertag                                                                  | En mémoire de toutes les personnes tuées pendant les guerres (à mi-hauteur du mât) |
| Source : Gouvernement fédéral allemand      | | |

Dans certains Länder, le drapeau doit également être hissé les jours d'élection au Bundestag et au Parlement européen, ainsi que lors de journées spécifiques à chaque Land. Leur usage pour marquer d'autres événements, comme l'élection du président fédéral ou la mort d'un homme politique important, peuvent être déclarés à la discrétion du ministère fédéral de l'Intérieur. Lorsque les drapeaux doivent flotter à mi-hauteur du mât, les drapeaux verticaux ne sont pas abaissés : à la place, un ruban noir de deuil est attaché au sommet du mât, ou aux deux extrémités de la barre horizontale qui supporte le drapeau s'il est suspendu comme une bannière.

## Histoire

### Période médiévale
Le Saint-Empire romain germanique ne possède pas de drapeau national, mais le noir et l'or sont les couleurs de l'empereur, et elles apparaissent sur la bannière impériale : un aigle noir sur fond d'or. Vers la fin du XIIIe siècle ou le début du XIVe siècle, les serres et le bec de l'aigle deviennent rouges. À partir du début du XVe siècle, une aigle à deux têtes est utilisée.
En 1804, Napoléon Bonaparte proclame le Premier Empire français. En réaction, l'empereur germanique François II proclame l'empire d'Autriche, devenant l'empereur François Ier d'Autriche. Le drapeau de ce nouvel empire emprunte ses couleurs à la bannière de l'empereur germanique (noir et or). En 1806, Napoléon force la dissolution du Saint-Empire, et ces couleurs continueront d'être celles du drapeau de l'Autriche jusqu'en 1918.
Durant cette période, les couleurs rouge et blanche sont également significatives. Lors des croisades, un drapeau de guerre cohabite avec la bannière impériale noir-or. Ce drapeau, le « drapeau de saint Georges », est une croix blanche sur fond rouge, l'inverse de la croix de saint Georges utilisée comme drapeau de l'Angleterre. Le rouge et le blanc sont également les couleurs de la Ligue hanséatique : les navires de la Hanse sont identifiés par leurs fanions rouges et blancs, et la plupart des villes hanséatiques ont adopté ces couleurs, dont certaines les arborent encore à ce jour[Quand ?], comme Hambourg.

Bannière de l'empereur (fin du XIVe siècle).
Bannière de l'empereur (XVe et XIXe siècles).
Drapeau de guerre du Saint-Empire (XIIIe et XIVe siècles).
Drapeau de la ville de Hambourg.

### Guerres napoléoniennes

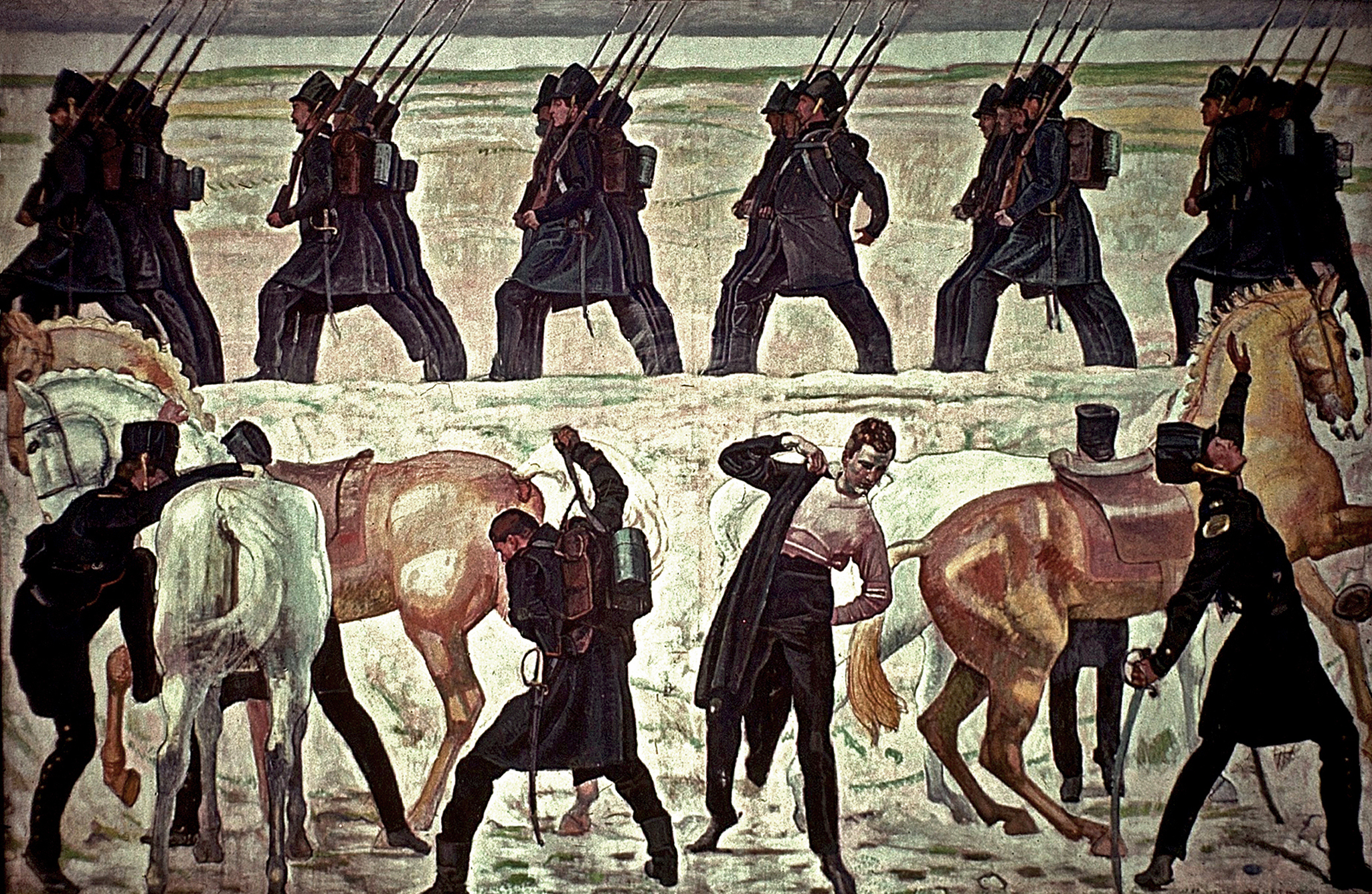
Des étudiants d'Iéna dans le Lützowsches Freikorps (peinture de Ferdinand Hodler, 1909)

Après la disparition du Saint-Empire, de nombreux souverains allemands rallient la confédération du Rhin, un État client de la France. Cette confédération n'a pas de drapeau propre : elle utilise le drapeau tricolore français et l'étendard impérial de son « protecteur » Napoléon.
Durant les guerres napoléoniennes, la lutte allemande contre l'occupation française est fortement symbolisée par les couleurs noir, rouge et or, qui proviennent probablement des uniformes du Lützowsches Freikorps, une unité de volontaires de l'armée prussienne. Les uniformes de cette unité sont noirs, avec des parements rouges et des boutons dorés. Ici, le choix des couleurs est essentiellement pragmatique, même s'il constitue également une popularisation des anciennes couleurs du Saint-Empire. Les membres de ce corps doivent fournir leurs propres habits, et afin qu'ils aient une apparence uniforme, le plus simple est de les teindre tous en noir. Les boutons dorés sont très courants, et les pennons utilisés par les lanciers de cette unité sont rouges et noirs. Les couleurs représentent alors la sortie des ténèbres de la servitude (noir) à travers un conflit sanglant (rouge) pour atteindre la lumière de la liberté (or). Les membres de cette unité, essentiellement des étudiants et des académiciens, proviennent de toute l'Allemagne, ce qui offre aux couleurs du Freikorps une publicité considérable parmi la population allemande.

### La Confédération germanique

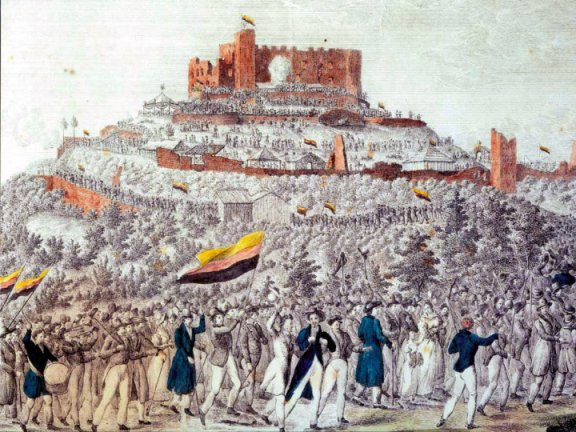
Hambacher Fest, mai 1832 (lithographie contemporaine).

Le congrès de Vienne entraîne la création de la Confédération germanique, une union lâche de tous les États allemands. Elle est créée en remplacement du Saint-Empire romain germanique, avec François Ier d'Autriche, le dernier empereur romain germanique, comme président. Cette confédération n'a pas de drapeau propre, même si le tricolore noir-rouge-or lui est parfois attribué à tort.
Après la guerre, en juin 1815, les vétérans du Lützowsches Freikorps fondent la fraternité Urburschenschaft à Iéna. Cette société adopte un drapeau constitué de trois bandes horizontales rouge, noire et rouge, avec une branche de chêne dorée sur la bande noire, correspondant aux couleurs des uniformes du Freikorps. Étant donné que les étudiants membres du Freikorps proviennent de divers États allemands, l'idée d'une nation allemande unie commence à prendre de l'ampleur au sein de l’Urburschenschaft et d'autres Burschenschaften constituées dans toute la Confédération. Le 18 octobre 1817, quatrième anniversaire de la bataille de Leipzig, des centaines de frères et d'académiciens de toute la Confédération se rencontrent à Wartbourg, en Saxe-Weimar-Eisenach (dans l'actuelle Thuringe), appelant à la création d'une nation allemande libre et unie. Le drapeau rouge-noir-or de l’Urburschenschaft de Iéna est abondamment utilisé lors de cette fête de la Wartbourg, et ces couleurs deviennent le symbole de ce désir pour un État allemand uni. L'Autriche, décidée à maintenir le statu quo, édicte en 1819 les décrets de Karlsbad, qui interdisent toutes les associations étudiantes, mettant donc officiellement un terme aux Burschenschaften.
En mai 1832, environ 30 000 personnes manifestent à l'Hambacher Fest pour la liberté, l'unité et les droits civils. Depuis la Fête de la Wartbourg, les couleurs noir, rouge et or sont devenues un symbole établi pour le mouvement libéral, démocrate et républicain, et les drapeaux portant ces couleurs sont brandis en grand nombre à Hambach. Les illustrations contemporaines présentent essentiellement des tricolores or-rouge-noir (une version inversée du drapeau actuel), les drapeaux subsistants de cet événement sont noir-rouge-or. Parmi ceux-ci, l’Ur-Fahne, le drapeau hissé au-dessus du château de Hambach durant le festival : un tricolore noir-rouge-or dont la bande rouge porte l'inscription Deutschlands Wiedergeburt (renaissance de l'Allemagne). Actuellement, ce drapeau flotte en permanence sur le château.

### La Révolution et le Parlement de Francfort

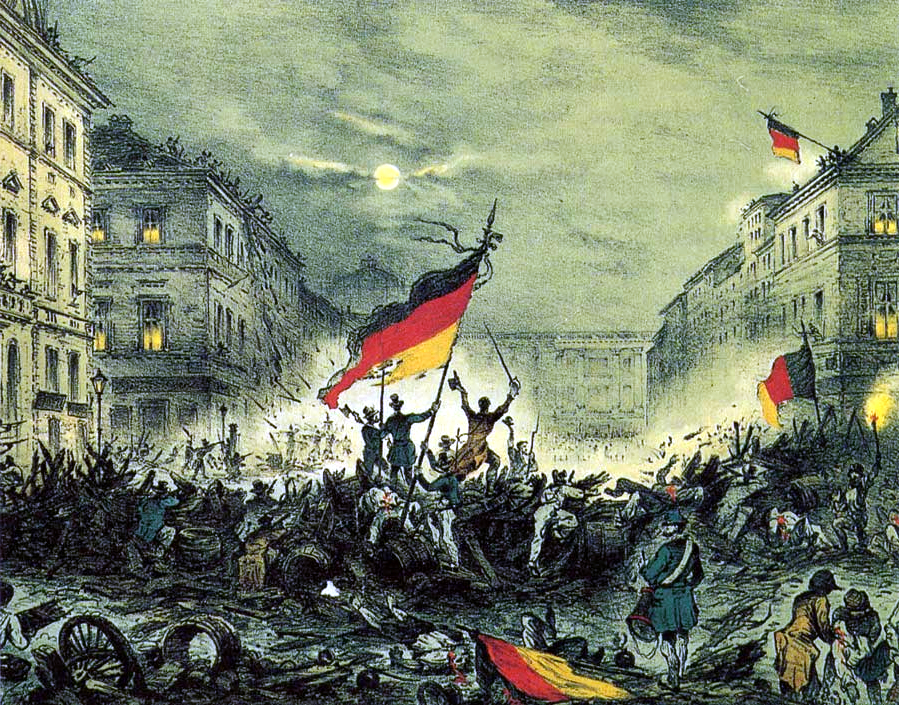
Révolutionnaires à Berlin (mars 1848).

Pavillon de guerre de la Reichsflotte (1848-1852).

Lors du printemps des peuples de la révolution de 1848, les révolutionnaires descendus dans la rue emploient en grand nombre le drapeau tricolore. Les libéraux prennent le pouvoir et, après de longues délibérations, une assemblée nationale est constituée. Ce Parlement de Francfort déclare couleurs officielles de l'Allemagne le noir-rouge-or et vote une loi selon laquelle son pavillon civil est le tricolore noir-rouge-or. Un pavillon de guerre utilise également ces couleurs.
En 1850, le Parlement de Francfort s'effondre et la Confédération germanique est rétablie, sous présidence autrichienne, et toutes les mesures prises par le Parlement de Francfort sont annulées, y compris le drapeau tricolore. Le problème qui se pose par la suite est de savoir s'il faut ou non inclure l'Autriche dans une future nation allemande, le statut multi-ethnique de l'Autriche à l'époque compliquant le rêve d'une Grande Allemagne unie, la « solution grande-allemande ». L'autre possibilité est celle d'une « Petite Allemagne », qui exclurait l'Autriche. La rivalité entre l'Autriche et la Prusse au sein de la Confédération conduit, en 1866, à la guerre austro-prussienne. Durant cette guerre, les États du sud de l'Allemagne alliés à l'Autriche adoptent  le drapeau noir-rouge-or, et le 8e corps d'armée allemand porte également des brassards noir-rouge-or. Le royaume de Prusse et ses alliés du nord de l'Allemagne triomphent de l'Autriche, permettant la réalisation de la solution dite petite-allemande quelques années plus tard.

### La confédération de l'Allemagne du Nord et l'Empire allemand

2:3 Drapeau de la confédération de l'Allemagne du Nord (1866-1871), puis de l'Empire allemand (1871-1918), encore utilisé par les services à l'étranger de la république de Weimar (1922-1933).

Après la disparition de la Confédération germanique, la Prusse crée son successeur officieux, la confédération de l'Allemagne du Nord, en 1867. Elle comprend la Prusse et vingt-et-un autres États du nord de l'Allemagne. La question du drapeau de la nouvelle confédération est posée en premier lieu par le secteur naval, et son désir d'avoir une identité internationale reconnaissable. La quasi-totalité des navires de la confédération proviennent soit de Prusse, soit des trois anciennes villes hanséatiques de Brême, Hambourg et Lübeck. Partant de là, Adolf Soetbeer, secrétaire de la Chambre de commerce de Hambourg, suggère dans le Bremer Handelsblatt du 22 septembre 1866 que tout drapeau possible combine les couleurs de la Prusse (noir et blanc) aux couleurs hanséatiques (rouge et blanc). L'année suivante, la Constitution de la confédération est édictée, et un drapeau tricolore noir-blanc-rouge y est établi comme enseigne civile et militaire.

Drapeau civil de la Prusse.
Couleurs hanséatiques (en)

Le roi Guillaume Ier de Prusse est satisfait de ce choix de couleurs : le rouge et le blanc peuvent également représenter le margraviat de Brandebourg, l'électorat impérial ancêtre du royaume de Prusse. En outre, l'absence de jaune indique également clairement que cet État allemand n'inclut pas le royaume « noir et or » d'Autriche. Après la guerre franco-prussienne, les derniers États allemands du sud s'allient à la confédération de l'Allemagne du Nord, entraînant l'unité allemande et l'élévation du roi de Prusse au rang d'empereur de cette nouvelle nation en 1871. Dans sa constitution, l'Empire allemand conserve le noir, le blanc et le rouge comme couleurs nationales, et le drapeau tricolore de la confédération de l'Allemagne du Nord est officiellement adopté comme drapeau de l'Empire en 1892. Il le reste jusqu'à la fin de l'Empire et de la Première Guerre mondiale, en 1918.

### La république de Weimar

2:3 Drapeau de la république de Weimar (1919-1933).

2:3 Drapeau proposé en 1919.

Après la proclamation de la République, en 1918, et la période révolutionnaire qui s'ensuit, la « république de Weimar » est fondée en août 1919. Afin de marquer la continuité entre le mouvement anti-autocratique du XIXe siècle et la nouvelle république, l'ancien drapeau noir-rouge-or est choisi comme drapeau national dans la Constitution de Weimar. Un autre motif, basé sur la croix scandinave, est également avancé et envisagé.
Beaucoup d'Allemands ne sont pas satisfaits de ce changement, considérant le nouveau drapeau comme un symbole de l'humiliation ayant suivi la défaite de l'Allemagne durant la Première Guerre mondiale. Les anciennes couleurs continuent d'être utilisées dans la Reichswehr sous diverses formes, notamment dans le Reichskriegsflagge (en français : « drapeau de guerre du Reich »), mais avec l'ajout en canton du nouveau tricolore noir-rouge-or.. De nombreux conservateurs désirent le retour des anciennes couleurs, tandis que les monarchistes et l'extrême-droite le réclament avec véhémence, donnant divers sobriquets méprisants au nouveau drapeau. En guise de compromis, l’ancien drapeau noir-blanc-rouge est réintroduit en 1922 pour représenter les missions diplomatiques allemandes à l'étranger.
Les symboles de l'Allemagne impériale sont repris par les organisations monarchistes et nationalistes, comme par le Stahlhelm. De nombreux partis politiques nationalistes de l'époque, comme le Parti populaire national allemand ou le Parti national-socialiste des travailleurs allemands, utilisent les couleurs impériales ; cette pratique se poursuit encore au XXIe siècle, voir l'exemple du Parti national-démocrate d'Allemagne.
Le 24 février 1924, l'organisation « Reichsbanner Schwarz-Rot-Gold » est fondée à Magdebourg par les partis membres  de la coalition de Weimar (Zentrum, DDP, SPD) et les syndicats. Son but est de protéger la fragile démocratie de la république de Weimar, soumise à des pressions constantes de l'extrême-gauche et de l'extrême-droite. À travers cette organisation, le drapeau noir-rouge-or devient non seulement un symbole de la démocratie allemande, mais aussi de la lutte contre l'extrémisme. Le premier secrétaire de l'organisation, Otto Hörsing, résume leur tâche comme une « lutte contre la svastika et l'étoile soviétique ».
Les conflits de plus en plus violents entre communistes et nazis, la polarisation croissante de la population allemande et d'autres facteurs entraînent la chute de la république de Weimar en 1933, avec la prise du pouvoir par les nazis (Machtergreifung) et l'arrivée d'Adolf Hitler au poste de chancelier.

### L'Allemagne nazie
Après la mise en place du régime nazi, le 5 mars 1933, le drapeau noir-rouge-or est rapidement abandonné : une décision du 12 mars réintroduit l'ancien drapeau tricolore impérial noir-blanc-rouge et instaure celui-ci et le drapeau du parti nazi comme les deux drapeaux nationaux légaux allemands. En 1935, un an après la mort du président du Reich Paul von Hindenburg et l'élévation de Hitler au rang de Führer, le drapeau nazi devient l'unique drapeau national de l'Allemagne, l'ancien drapeau impérial, jugé « réactionnaire », étant interdit.
Le dessin du drapeau nazi est introduit par Hitler comme drapeau du parti durant l'été 1920 : sur fond rouge, un disque blanc avec une croix gammée noire au milieu. Ce choix des couleurs rappelle l'Allemagne impériale, et Hitler y ajoute une autre interprétation dans Mein Kampf : le blanc représente le nationalisme, le rouge le socialisme, et la croix gammée la race aryenne. Dans ses mémoires, Albert Speer affirme qu'« il [Hitler] ne fit jamais autant preuve de soin que pour le Berghof qu'en deux choses : le dessin du drapeau de guerre du Reich et celui de son propre étendard de chef de l'État ».
Une version du drapeau avec le disque excentré est utilisée comme enseigne civile des navires civils enregistrés en Allemagne et comme pavillon sur les navires de guerre de la Kriegsmarine. Les enseignes nazies sont telles que les versions orientées à gauche et à droite sont toutes deux présentes sur un côté. Le drapeau nazi terrestre est orienté à droite des deux côtés, tandis que le drapeau au disque centré est utilisé communément par les civils et les forces armées (sauf les navales).
De 1933 à 1938 au moins, avant qu'un drapeau à la croix gammée officiel n'entre en usage, il doit prendre place à une cérémonie durant laquelle il entre en contact avec le Blutfahne (drapeau du sang), le drapeau à la croix gammée utilisé par les nazis lors du putsch de la Brasserie en 1923. Cette longue cérémonie a lieu lors de chaque congrès de Nuremberg. On ignore si elle s'est maintenue après le dernier congrès, en 1938.
À la fin de la Seconde Guerre mondiale, la première loi promulguée par le Conseil de contrôle allié abolit tous les symboles nazis et révoque toutes les lois concernées. La possession de drapeaux à la croix gammée est depuis interdite dans de nombreux pays occidentaux, notamment en Allemagne.

3:5  Drapeau du Troisième Reich (1933-1935) utilisé conjointement avec le drapeau suivant, puis interdit.
3:5  Drapeau (1935-1945) et du Parti nazi (seule différence l'emplacement du disque blanc : centré pour le parti, décalé à gauche ici).
3:5  Reichskriegsflagge (drapeau de guerre) et pavillon maritime du Troisième Reich (1938-1945).

### Après la Seconde Guerre mondiale

2:3 Drapeau de l'Allemagne sous administration alliée (1946-1949).

Après la défaite de l'Allemagne au cours de la Seconde Guerre mondiale, le pays est placé sous administration alliée. Il n'y a alors ni gouvernement national, ni drapeau allemand, mais les règlements internationaux obligent les navires allemands à disposer d'un pavillon national. Le Conseil désigne comme pavillon temporaire de l'Allemagne, le pavillon du Code international des signaux maritimes représentant la lettre « C », avec l'extrémité en ailes d'hirondelle. Le Conseil statue que « ce drapeau ne servira à aucune cérémonie, et ne sera pas incliné pour saluer un navire marchand ou de guerre d'aucune nationalité. De la même façon, l'enseigne civile du Japon durant l'occupation du pays est le pavillon international pour la lettre « E ».
À l'ouest de la frontière entre l'Allemagne et la Pologne, les États allemands sont réorganisés suivant les frontières des zones d'occupation, et de nouveaux gouvernements sont établis. Au sein de la zone américaine, le nord des anciens États de Wurtemberg et de Bade fusionnent en 1946 au sein du Wurtemberg-Bade, qui adopte comme drapeau le tricolore noir-rouge-or. Le choix de ces couleurs ne se base pas sur leur usage historique, mais simplement sur l'ajout de l'or aux couleurs du Wurtemberg (rouge et noir). Par coïncidence, les couleurs badoises sont le rouge et le jaune, si bien que le choix des couleurs pourrait faire penser (à tort) à une combinaison des deux drapeaux. En 1952, le Wurtemberg-Bade rejoint l'actuel Land de Bade-Wurtemberg, dont le drapeau est noir et or.
Deux autres États créés après la guerre, la Rhénanie-Palatinat (dans la zone française) et la Basse-Saxe (dans la zone britannique), choisissent le drapeau noir-rouge-or, en y ajoutant les armes de l'État, ; ces deux États, constitués à partir d'autres États, n'ayant pu s'accorder sur aucune combinaison de couleurs issue de leurs prédécesseurs. Le choix du noir-rouge-or se fait donc pour deux raisons : ces couleurs ne sont liées à aucun État en particulier, et la réutilisation du drapeau de la république de Weimar se veut un symbole de la nouvelle démocratie,.

### Les deux Allemagnes

3:5 Drapeau de la (depuis 1949) et de la République démocratique allemande (1949-1959).

Face à la détérioration des relations entre l'Union soviétique et les États-Unis, les trois Alliés occidentaux se réunissent en mars 1948 pour fusionner leurs zones d'occupations et permettre la formation d'une nouvelle nation allemande : la République fédérale d'Allemagne, ou Allemagne de l'Ouest. Pendant ce temps, la zone soviétique devient la République démocratique allemande, ou Allemagne de l'Est.
Durant la préparation de la nouvelle constitution de l'Allemagne de l'Ouest, des débats concernant ses symboles nationaux s'ouvrent en août 1948 au cours d'une rencontre à Herrenchiemsee. Des objections s'élèvent contre l'idée de créer un drapeau national avant la réunification avec l'est, mais elles ne sont pas retenues. Cette décision est essentiellement motivée par la constitution proposée par le parti d'Allemagne de l'Est SED en novembre 1946, dans laquelle les couleurs noir-rouge-or sont proposées pour une future république allemande.
Sur les nombreuses propositions faites pour le nouveau drapeau de l'Allemagne de l'Ouest, le choix s'effectue en fin de compte entre deux motifs, tous deux utilisant les couleurs noir-rouge-or. Les sociaux-démocrates proposent la réintroduction de l'ancien drapeau de Weimar, tandis que les partis conservateurs, comme la CDU/CSU et le Parti allemand, proposent une suggestion d'Ernst Wirmer, membre du Conseil parlementaire et futur conseiller de Konrad Adenauer. Wirmer suggère une variante du drapeau « Résistance », conçu en 1944 par son frère Josef, membre du complot du 20 juillet. C'est finalement le drapeau tricolore qui est choisi, en majeure partie pour illustrer la continuité entre la république de Weimar et ce nouvel État allemand. Le 23 mai 1949, avec la promulgation de la Loi fondamentale de la République fédérale d'Allemagne, il devient le drapeau de la République fédérale d'Allemagne.
En 1955, les habitants du protectorat français de Sarre votent pour rejoindre l'Allemagne de l'Ouest. Depuis sa fondation, en 1947, le protectorat présente une croix scandinave sur fond bleu et rouge comme drapeau. Un nouveau drapeau est choisi le 9 juillet 1956 pour montrer la volonté de la Sarre de faire partie de l'Allemagne de l'Ouest : le drapeau tricolore noir-rouge-or, portant les nouvelles armoiries de la Sarre, choisies le même jour. Ce drapeau entre en vigueur le 1er janvier 1957, alors que la Sarre devient un Land d'Allemagne de l'Ouest.

3:5 Drapeau de la République démocratique allemande (1959-1990).

L'usage du noir-rouge-or est suggéré dans la zone soviétique en 1946, et le Second Congrès du peuple, en 1948, décide d'adopter l'ancien drapeau tricolore noir-blanc-rouge comme drapeau de l'Allemagne de l'Est, parce que ces couleurs étaient celles du Comité national de l'Allemagne libre, une organisation allemande anti-nazie qui opéra en U.R.S.S. durant les deux dernières années de la guerre. Le 7 octobre 1949, sur une suggestion de Friedrich Ebert, c'est le drapeau noir-rouge-or qui est choisi comme drapeau du nouvel État d'Allemagne de l'Est. De 1949 à 1959, les drapeaux des deux Allemagnes sont identiques. Le 1er octobre 1959, le gouvernement est-allemand modifie son drapeau en y ajoutant les armoiries du pays. En Allemagne de l'Ouest, cette modification est perçue comme une tentative délibérée d'éloigner les deux Allemagnes. Utiliser ce drapeau en Allemagne de l'Ouest et à Berlin-Ouest (où il est appelé Spalterflagge, « drapeau diviseur ») est considéré comme une violation de la constitution, et il est interdit jusqu'à la fin des années 1960.
De 1956 à 1964, les deux Allemagnes participent aux Jeux olympiques d'été et d'hiver ensemble, au sein de l'équipe unifiée d'Allemagne. Après la modification du drapeau est-allemand en 1959, aucun pays n'accepte de participer avec le drapeau de l'autre. Un compromis est atteint avec un nouveau drapeau tricolore noir-rouge-or, avec les anneaux olympiques dessinés en blanc sur la bande rouge. Ce drapeau est utilisé de 1960 à 1968.

Drapeau de Wirmer par Josef Wirmer (1944).
Variante proposé par les conservateurs pour la RFA (1948).
Ancien drapeau du Freie Demokratische Partei (1952).
Drapeau de l'Équipe unifiée d'Allemagne (1960-1968).
Drapeau de RDA à l'emblème découpé par protestation (1989).

### Depuis 1989

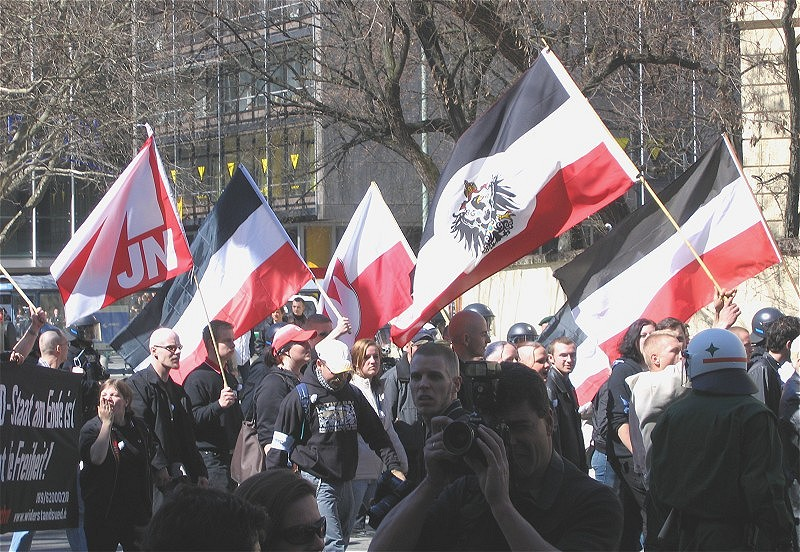
Marche néo-nazie à Munich (2005).

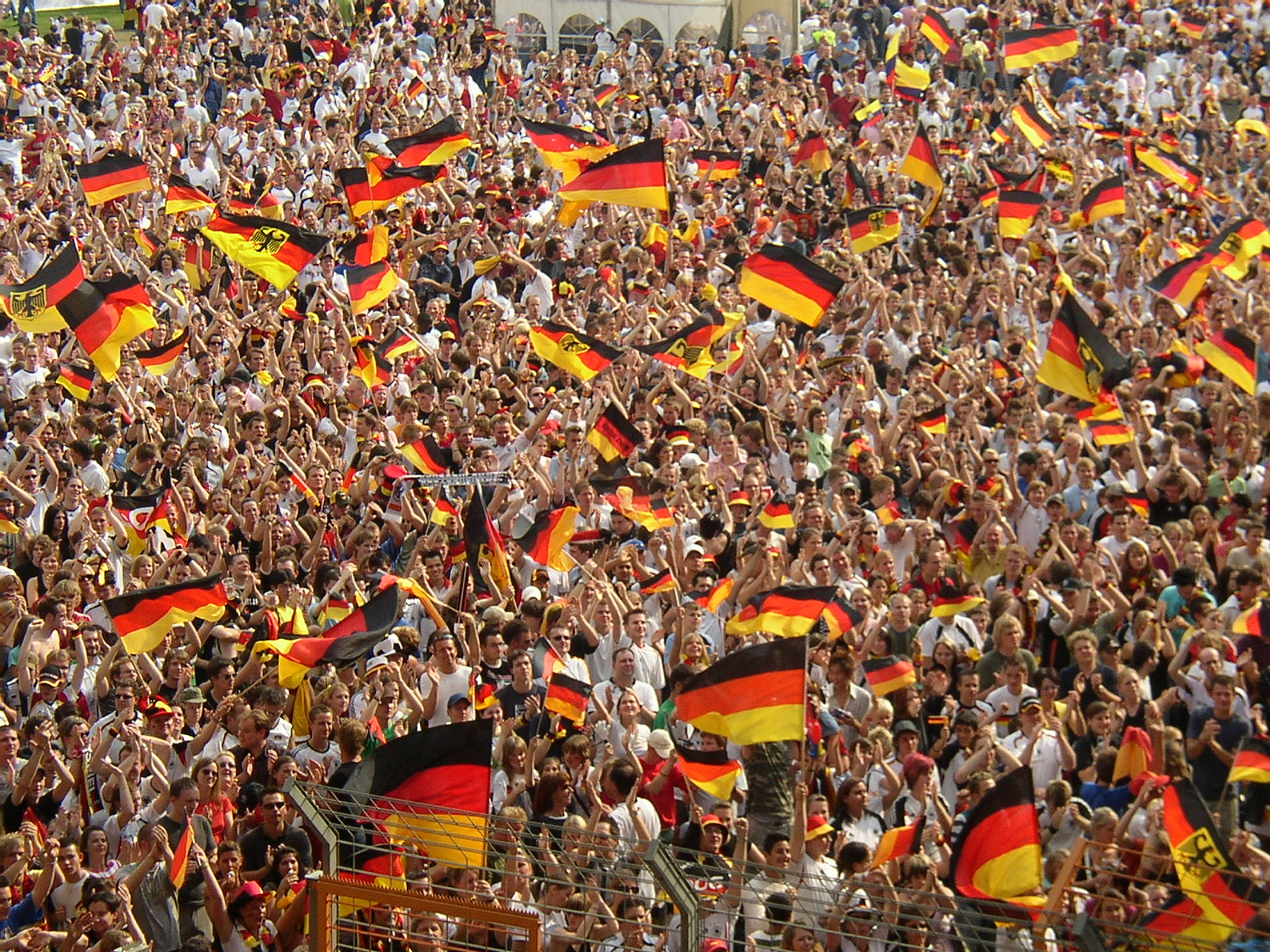
Supporters allemands durant la Coupe du monde de football de 2006.

Après la chute du mur de Berlin, en novembre 1989, de nombreux Allemands de l'Est découpent les armoiries de leurs drapeaux, comme l'ont fait les Hongrois en 1956, et comme le feront bientôt les Roumains. Cet acte, largement répandu, fait implicitement du drapeau tricolore noir-rouge-or le symbole d'une Allemagne unie et démocratique. Finalement, le 3 octobre 1990, avec l'absorption du territoire de la République démocratique allemande au sein de la République fédérale, ce drapeau devient celui d'une Allemagne réunifiée. En 1998 est créée la Fondation fédérale allemande pour la recherche sur la dictature du SED, fondation chargée d'examiner les conséquences de l'ancien régime est-allemand ; elle choisit comme logo cette version découpée du drapeau.
L'ancien drapeau tricolore noir-blanc-rouge de l'Empire allemand est toujours utilisé par les monarchistes et les membres de la noblesse allemande qui désirent le retour pacifique d'une monarchie démocratique en Allemagne. Cette utilisation de l'ancien drapeau est toutefois presque entièrement occultée par l'usage qu'en fait l'extrême-droite : la croix gammée étant interdite en Allemagne, elle est obligée de renoncer aux drapeaux nazis et de se rabattre sur l'ancien drapeau impérial, que les nazis avaient eux-mêmes interdit en 1935. L'interdiction des symboles nazis en Allemagne et dans d'autres pays est la raison pour laquelle de nombreux jeux vidéo portant sur la Seconde Guerre mondiale n'utilisent pas le drapeau nazi, le remplaçant parfois par l'anachronique drapeau d'avant 1918. L'utilisation de l'ancien drapeau impérial par l'extrême-droite et ses tentatives de l'associer à ses idées antidémocratiques et xénophobes est fortement critiquée par les monarchistes allemands.
L'usage du drapeau et d'autres symboles nationaux est relativement faible en Allemagne, en réaction à l'usage généralisé des drapeaux par le parti nazi et au bruyant nationalisme des nazis en général. Le drapeau est essentiellement utilisé par les autorités lors d'occasion particulières, ou par les citoyens lors d'événements sportifs internationaux. Dans certains Länder, comme la Bavière ou le Schleswig-Holstein, ainsi que dans certaines régions historiques comme le Bade ou la Franconie, l'usage de drapeaux régionaux est parfois préféré à celui du drapeau national.
Durant la Coupe du monde de football de 2006, organisée en Allemagne, l'usage public du drapeau national connaît une croissance importante. Cette explosion de la popularité du drapeau est d'abord accueillie par les Allemands avec un mélange de surprise et d'inquiétude, l'ancienne peur qui consistait à associer les drapeaux et la fierté nationale à la période nazie est écartée avant la fin de la compétition par les Allemands comme par les étrangers.